# 原市駅
原市駅（はらいちえき）は、埼玉県上尾市五番町にある、埼玉新都市交通伊奈線（ニューシャトル）の駅である。駅番号はNS07。駅の一部は大字原市にまたがる。

## 歴史
- 1983年（昭和58年）12月22日 - 開業[1][2]。
- 2007年（平成19年）3月18日 - ICカードSuica供用開始[1]。
- 2014年（平成26年）3月28日 - 上尾市によってエレベーター2基が設置される。

## 駅構造
相対式ホーム2面2線を有する高架駅。東北・上越新幹線の高架軌道を挟んで位置する。改札は内宿寄りにある。
のりば
| 番線 | 路線                     | 行先     |
| ---- | ------------------------ | -------- |
| 1    | 伊奈線（ニューシャトル） | 内宿方面 |
| 2    | 伊奈線（ニューシャトル） | 大宮方面 |

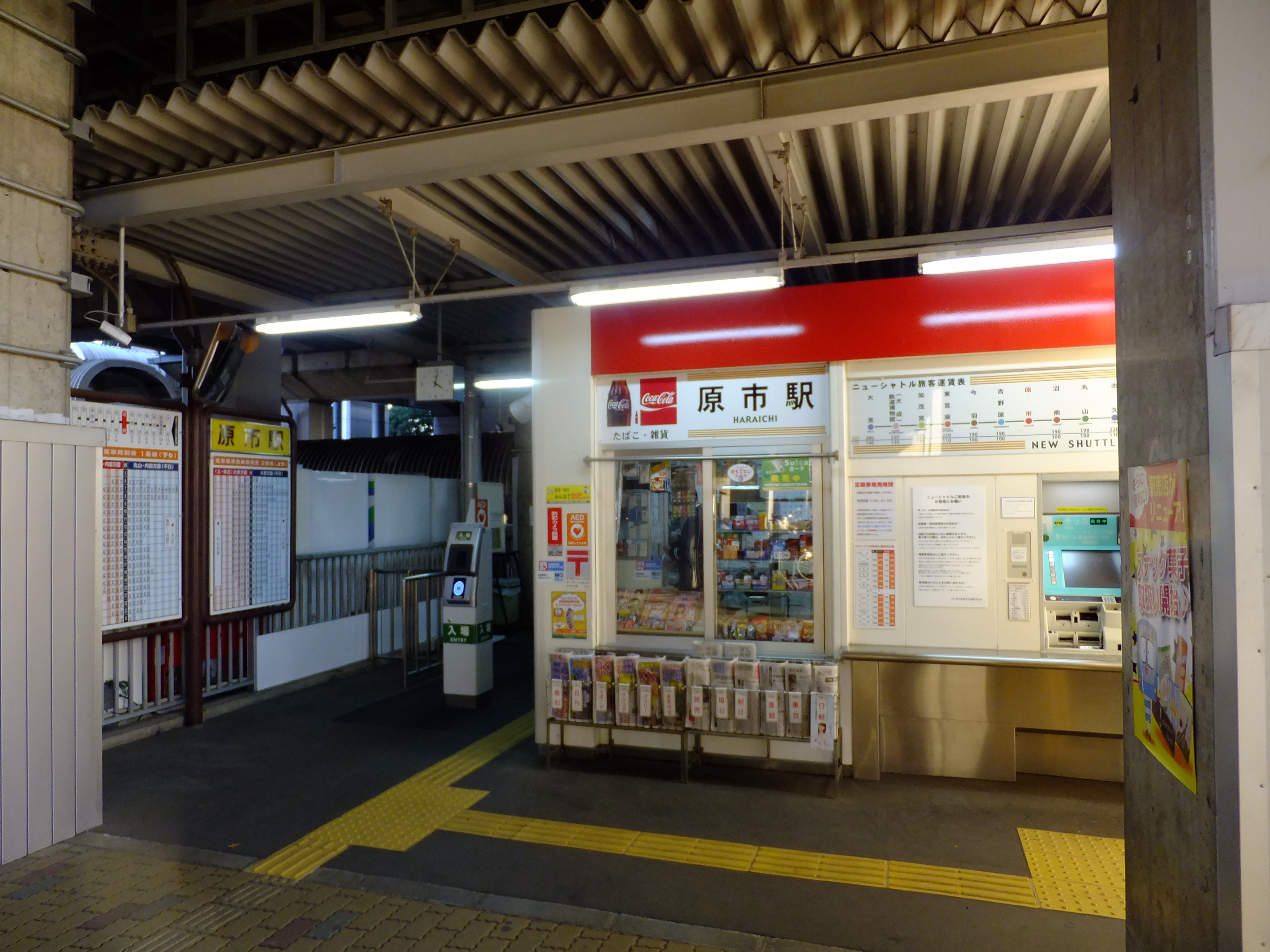
改札口 （2005年11月）
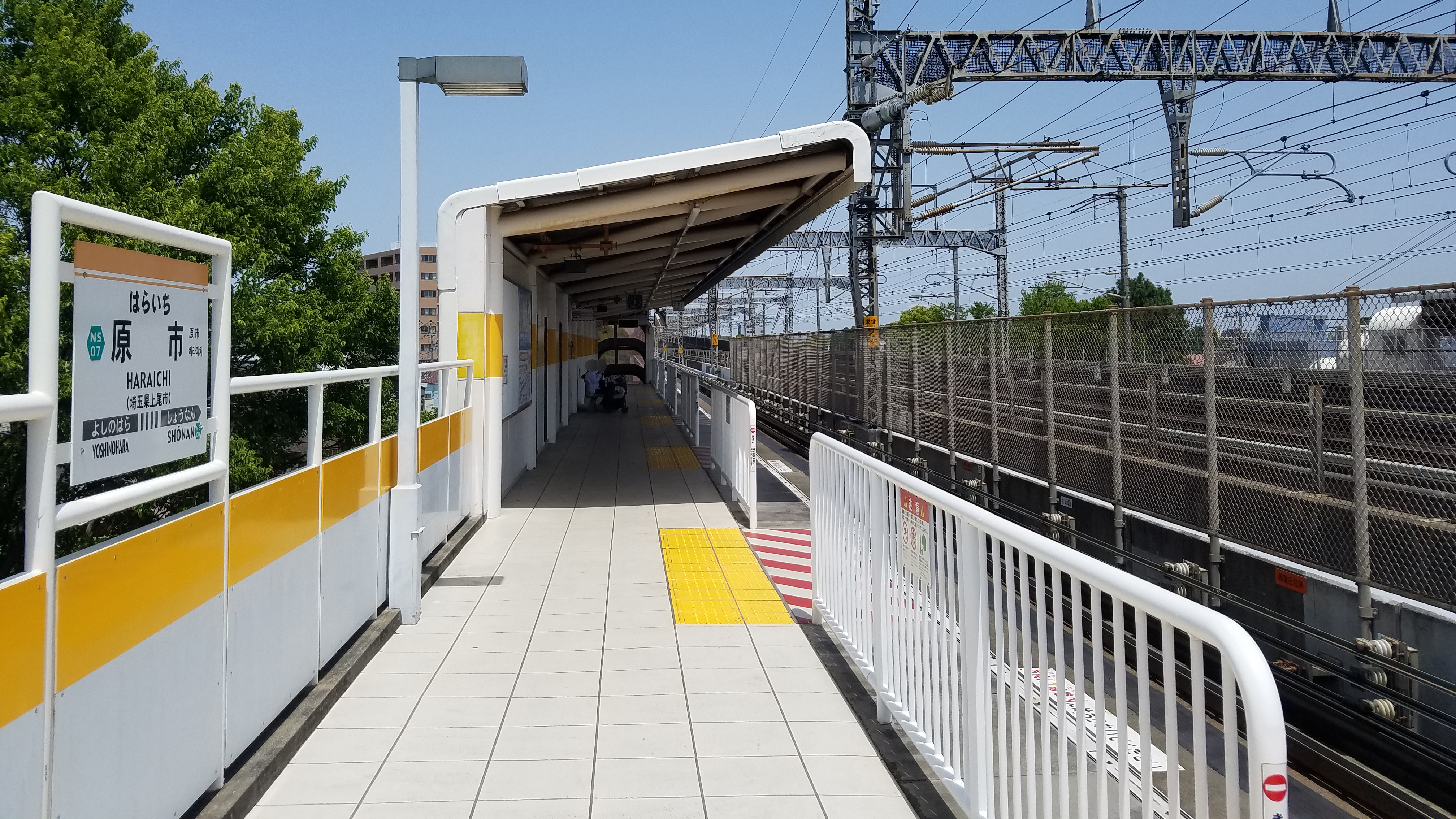
1番線ホーム （2021年5月）
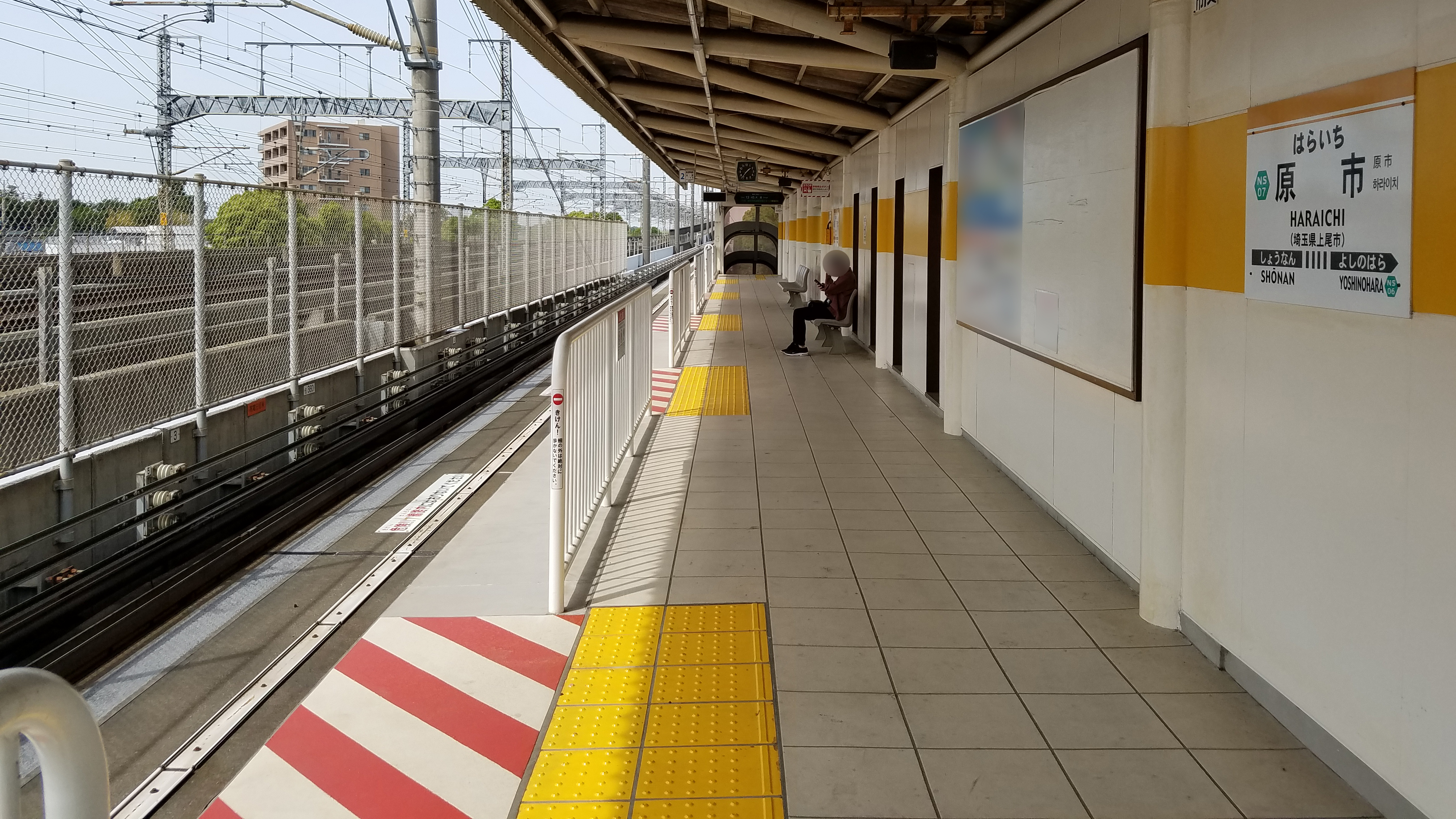
2番線ホーム （2021年5月）

## 利用状況
2022年度の1日平均乗車人員は1,459人である。
近年の1日平均乗車人員は下表のとおりである。
| 年度               | 1日平均 乗車人員 |
| ------------------ | ---------------- |
| 1993年（平成05年） | 1,085            |
| 1994年（平成06年） | 1,101            |
| 1995年（平成07年） | 1,097            |
| 1996年（平成08年） | 1,097            |
| 1997年（平成09年） | 1,091            |
| 1998年（平成10年） | 1,093            |
| 1999年（平成11年） | 1,069            |
| 2000年（平成12年） | 1,070            |
| 2001年（平成13年） | 1,063            |
| 2002年（平成14年） | 1,049            |
| 2003年（平成15年） | 1,024            |
| 2004年（平成16年） | 1,002            |
| 2005年（平成17年） | 994              |
| 2006年（平成18年） | 1,033            |
| 2007年（平成19年） | 1,043            |
| 2008年（平成20年） | 1,062            |
| 2009年（平成21年） | 1,070            |
| 2010年（平成22年） | 1,097            |
| 2011年（平成23年） | 1,122            |
| 2012年（平成24年） | 1,155            |
| 2013年（平成25年） | 1,176            |
| 2014年（平成26年） | 1,201            |
| 2015年（平成27年） | 1,273            |
| 2016年（平成28年） | 1,312            |
| 2017年（平成29年） | 1,401            |
| 2018年（平成30年） | 1,471            |
| 2019年（令和元年） | 1,558            |
| 2020年（令和02年） | 1,230            |
| 2021年（令和03年） | 1,341            |
| 2022年（令和04年） | 1,459            |

## 駅周辺
駅名となっている原市（旧原市町)の中心は沼南駅寄りにある。駅前の両端は区画整理された住宅街が形成されており、アパートやマンション、原市駅前公園がある。
駅の北側に埼玉県道5号さいたま菖蒲線（バイパス）が2007年に開通し、小売店や飲食店が点在する。東大宮駅まで2.5 kmほどの距離だが、路線バスの運行本数は少ない。バイパスと線路の中間に旧県道5号線の原市大通りがある。
吉野原駅との中間部にニューシャトルの駅から至近の日帰り入浴施設（スーパー銭湯）が2008年に開業した。
- 埼玉県道5号さいたま菖蒲線
- 原市団地
- 上尾市役所原市支所
- 上尾原市団地内郵便局
- 相頓寺
- 山本屋又右衛門
- 原市郵便局
- 原市保育所
- 上尾市立原市小学校
- 上尾市立原市中学校
- ドラッグセイムス原市店
- 上尾看護専門学校
- 天然温泉 花咲の湯（旧園芸センター花咲村の再開発）
- さいたま水上公園 - 駅入口に案内図がある。正門まで直線で1.2kmほど。

## 路線バス
| 乗り場   | 系統                             | 主要経由地                                   | 行先                             | 運行会社                     | 備考                                   |
| -------- | -------------------------------- | -------------------------------------------- | -------------------------------- | ---------------------------- | -------------------------------------- |
| 原市駅前 | ミッドナイトアロー伊奈・内宿     |                                              | 内宿駅                           | 東武バスウエスト             | 深夜バス 降車専用（大宮駅発） 平日運転 |
| 原市駅   | 東西循環                         | 原市団地北口・沼南駅・水上公園南             | 上尾駅西口                       | 上尾市内循環バスぐるっとくん |                                        |
| 原市駅   | 東西循環                         | 原市団地北口・沼南駅・平塚公園・北上尾駅西口 | 上尾駅西口                       | 上尾市内循環バスぐるっとくん |                                        |
| 原市駅   | 原市循環                         | 五番町北・水上公園入口・上尾運動公園前       | 上尾駅東口                       | 上尾市内循環バスぐるっとくん |                                        |
| 原市駅   | 原市循環                         | 原市団地北口・尾山台小学校・沼南駅・平塚公園 | 上尾駅東口                       | 上尾市内循環バスぐるっとくん |                                        |
| 原市駅   | 原市循環                         | 沼南駅・平塚公園                             | 上尾駅東口                       | 上尾市内循環バスぐるっとくん | 1日1本                                 |
| 原市駅   | イオンモール上尾無料シャトルバス | イオンモール上尾無料シャトルバス             | イオンモール上尾無料シャトルバス | 東京富士交通                 | 土休日運行                             |
|          | 県営砂団地                       | 東大宮駅                                     | 朝日自動車                       |                              |                                        |
|          | 西原・市役所前                   | 上尾駅東口                                   | 朝日自動車                       |                              |                                        |

## 隣の駅
埼玉新都市交通
 伊奈線（ニューシャトル）
吉野原駅 (NS06) - 原市駅 (NS07) - 沼南駅 (NS08)